# Лукоч
Лукоч (пол. Łukocz) — польский дворянский герб.

## Описание
В голубом поле белая крепостная стена, и возникающий из-за неё вепрь, держащий в пасти два хлебных колоса.
Щит увенчан дворянскими шлемом и короной. Нашлемник: три страусовых пера.

## Герб используют
13 родов
Brzumiński, Filipowicz, Łazowski, Łoszacki, Łukocki, Łukoski, Łukowicz, Łukowski, Łuniewski, Łuszczkiewicz, Łuszczyk, Łuszczykowicz, Plewa.
Герб употребляют Луневские. Герб Лукоч внесен в Часть 3 Гербовника дворянских родов Царства Польского, стр. 97.